# ميغ بينيت (ممثلة)
ميغ بينيت (بالإنجليزية: Meg Bennett)‏ هي كاتبة سيناريو وممثلة أمريكية، ولدت في 4 أكتوبر عام 1950، في لوس أنجلوس في الولايات المتحدة. من الجوائز التي نالتها جوائز نقابة الكتاب الأمريكية.

## جوائز
- جوائز نقابة الكتاب الأمريكية
- جائزة إيمي داي تايم [الإنجليزية]‏

## وصلات خارجية
- ميغ بينيت على موقع IMDb (الإنجليزية)